# Skrajny Salatyn

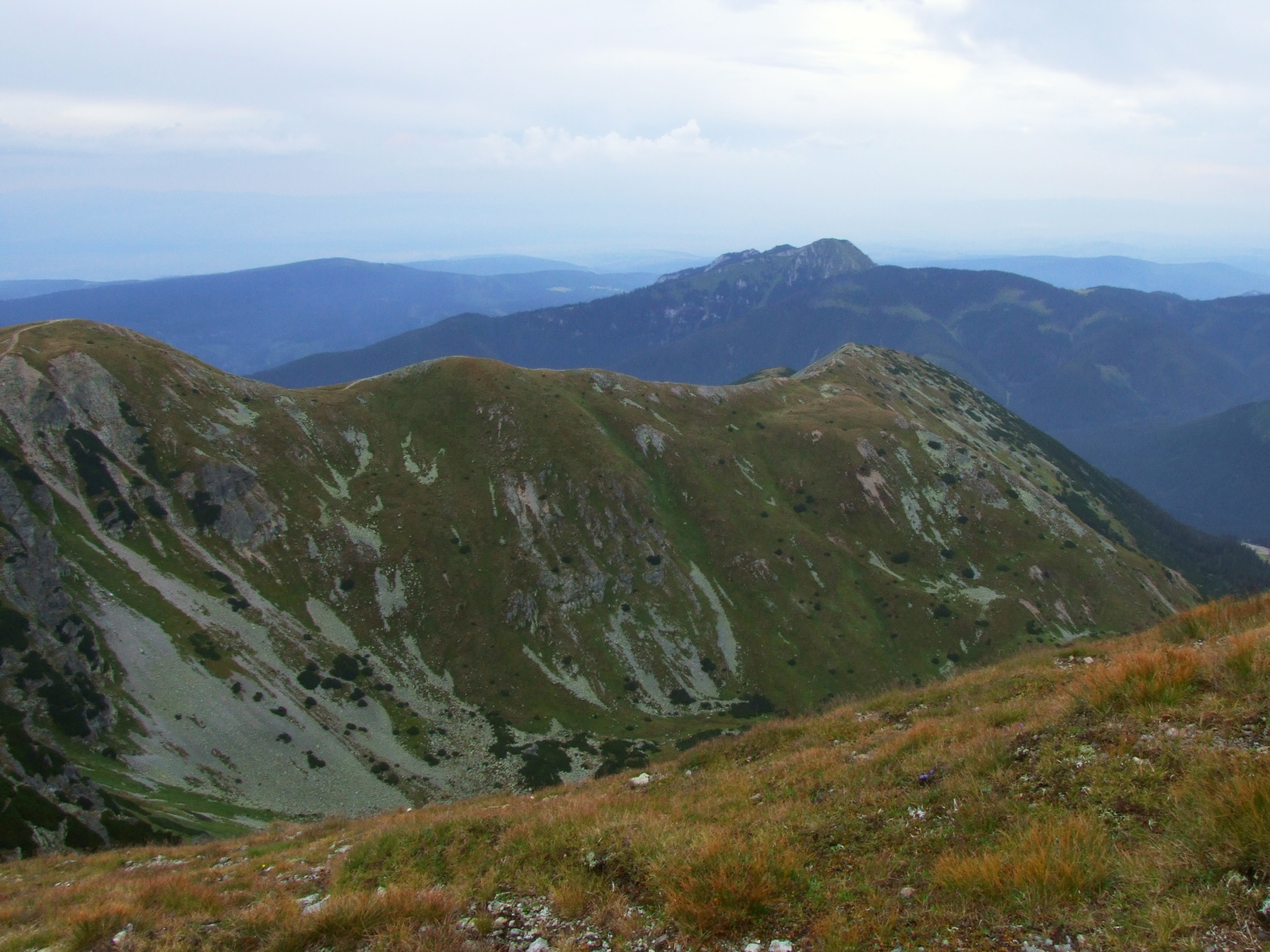
Grzbiet Skrajnego Salatyna

Skrajny Salatyn lub Przedni Salatyn (słow. Predný Salatín) – północno-wschodni grzbiet Brestowej w słowackiej części Tatr Zachodnich, opadający w widły Salatyńskiego Potoku i Małego Salatyńskiego Potoku. Na słowackich mapach zaznacza się w nim niewybitny szczyt Przedni Salatyn (1624 m). 
Skrajny Salatyn oddziela od siebie dwie boczne doliny: Dolinę Salatyńską (na wschodzie) od Salatyńskiego Żlebu (na zachodzie). Od kulminacji Skrajnego Salatyna w kierunku wschodnim odgałęzia się krótkie ramię Spaleńskiego Upłazu (Spalonego Upłazu). Pomiędzy ramieniem tym, a głównym ciągiem Skrajnego Salatyna znajduje się Spaleński Żleb (Spaleny žľab). Poprowadzono nim niebieski szlak turystyczny.
Skrajny Salatyn jest w partii wierzchołkowej stosunkowo równy i, wraz ze swoimi zboczami – w górnej ich części, przeważnie trawiasty. Czerwieniejące już w połowie lata pędy situ skuciny nadają mu rude zabarwienie. W przeszłości był wypasany, podobnie jak całe Salatyny.
Na rozległym i płaskim zakończeniu grzbietu są ławki i stół dla turystów. Dzięki temu, że grzbiet jest odsłonięty na całej długości, roztaczają się z niego rozległe widoki. Szczególnie dobrze prezentują się stąd pobliskie szczyty Osobitej i Siwego Wierchu, dobrze widać też potężny masyw Kominiarskiego Wierchu, Ciemniaka, Bobrowiec, wierzchołek Giewontu, liczne szczyty Tatr Zachodnich i Wysokich i całą Dolinę Zuberską i Rohacką.
Na stokach Skrajnego Salatyna uprawiane jest narciarstwo pozatrasowe, a w Skrajnej Dolinie Salatyńskiej znajduje się wyciąg narciarski. 

## Szlaki turystyczne
– niebieski ze Zwierówki przez Skrajny Salatyn na Brestową.
- Czas przejścia ze Zwierówki na Skrajny Salatyn: 2:15 h, ↓ 1:45 h
- Czas przejścia ze Skrajnego Salatyna na Brestową: 45 min, ↓ 30 min